# Spurendriftkammer

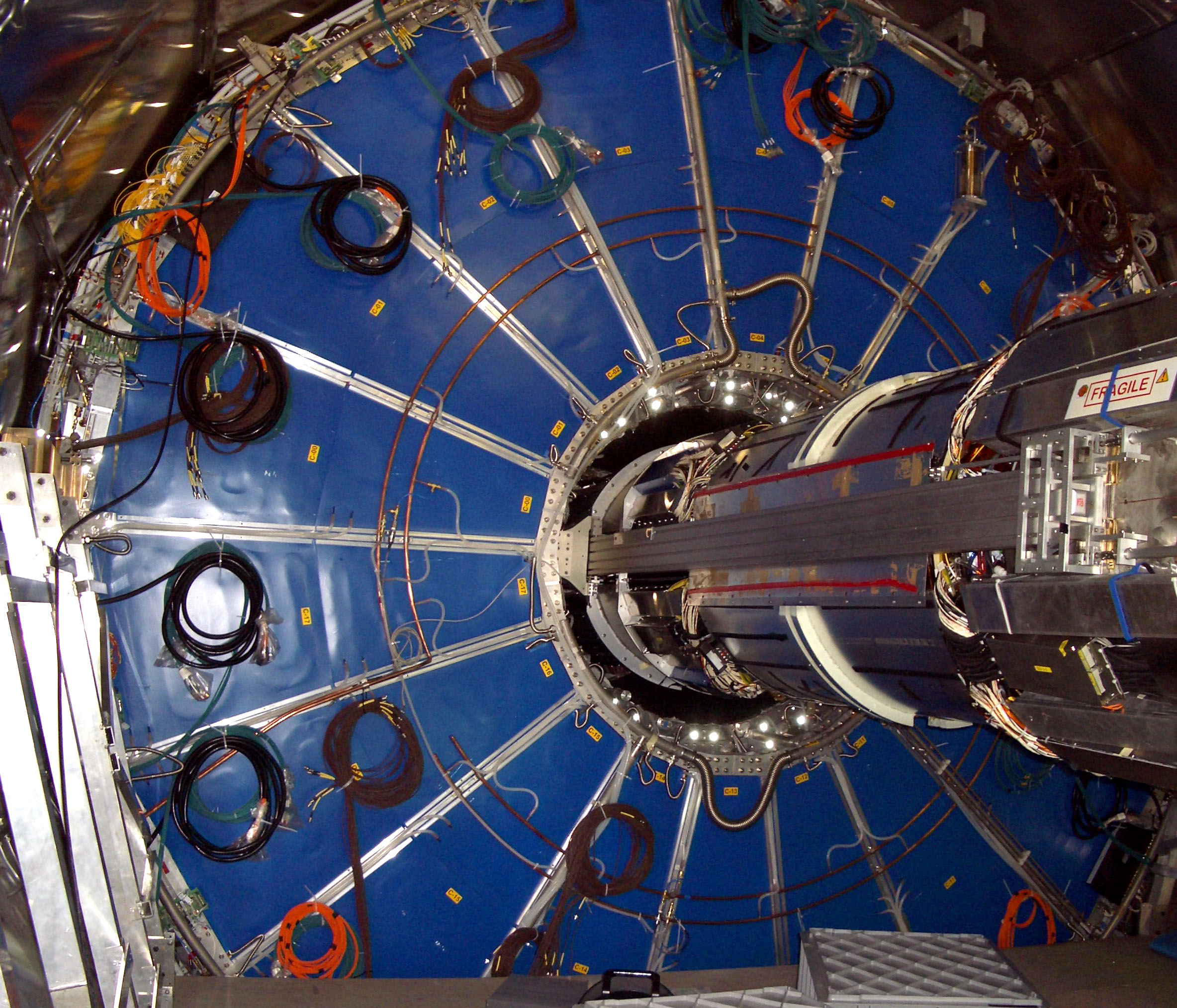
Die ALICE-Spurendriftkammer.

In der Physik ist die Spurendriftkammer, auch Zeitprojektionskammer oder gemäß ihrer englischen Bezeichnung Time Projection Chamber (TPC) genannt, ein Teilchendetektor, der eine dreidimensionale Rekonstruktion von Spuren elektrisch geladener Teilchen ermöglicht. Sie wurde 1974 von David Nygren erfunden und wird seither in zahlreichen Experimenten der Teilchen- und Schwerionenphysik eingesetzt.

## Aufbau
Die typische TPC besteht aus einem gasgefüllten zylindrischen Volumen, das zentral (bei der Hälfte der Länge) von einer Hochspannungskathode in zwei Driftregionen unterteilt wird. Die an den Endkappen angebrachten Vieldrahtproportionalkammern (multi-wire proportional chamber, MWPC) bilden die Anode. Dort werden  die ankommenden, durch das detektierte Teilchen freigesetzten Elektronen vervielfacht. Deshalb spricht man auch von der Verstärkungsregion. Das empfindliche Volumen ist oft sehr groß. Die derzeit größte TPC ist die ALICE-TPC am Large Hadron Collider am CERN. Ihr Zylinder hat einen Radius von ca. 2,5 m und eine Länge von ca. 5 m. Das empfindliche Volumen beträgt 88 m3. Da bei Beschleunigerexperimenten fast der komplette Raumwinkel abgedeckt wird, spricht man bei solchen TPCs auch von 4π-Detektoren.
Oft wird parallel zum elektrischen Feld ein magnetisches Feld angelegt, sodass die Teilchenspuren aufgrund der Lorentzkraft gekrümmt werden. Aus dem Krümmungsradius können der Impuls und das Ladungsvorzeichen der Teilchen bestimmt werden. Zusätzlich bewirkt das Magnetfeld eine Verminderung der Diffusion der Driftelektronen und damit eine bessere Auflösung.
Manche TPCs verwenden eine andere Konfiguration, bei der das elektrische Feld radial von innen nach außen weist und die Auslesekammern auf dem Zylindermantel angebracht sind. Dies bringt Vorteile bei Teilchenspuren, die vorwiegend parallel zur Zylinderachse verlaufen. Es führt andererseits zu Komplikationen, da elektrisches und magnetisches Feld nicht mehr parallel zueinander stehen, und verringert die Auflösung.

## Funktionsprinzip
Ein geladenes Teilchen durchquert das Gasvolumen der TPC und ionisiert dabei die Gasmoleküle entlang seiner Spur. Durch das hohe homogene elektrische Feld, das zwischen Zentralelektrode und Endkappen anliegt (Größenordnung 400 V/cm), werden die Ionisationselektronen in Richtung der Endkappen beschleunigt. Aufgrund von Stößen mit weiteren Gasmolekülen stellt sich eine konstante Driftgeschwindigkeit ein. Die Vieldrahtproportionalkammern der Endkappen registrieren die zweidimensionale Projektion der Teilchenspur. Die dritte Dimension erhält man über die Ankunftszeit der Driftelektronen auf den Endkappen und der konstanten Driftgeschwindigkeit.
Die MWPCs von Spurendriftkammern bestehen aus mehreren Drahtebenen. Das gating grid kann transparent geschaltet werden und ist so durchlässig für die Elektronen aus der Driftregion, sodass die TPC „scharf“ geschaltet ist. Durch eine geeignete Spannung kann das gating grid aber auch undurchlässig gemacht werden, was vor allem wichtig ist, um keine Ionen aus der Verstärkungs- in die Driftregion eindringen zu lassen.
Zwischen der Kathoden- und Anodenebene werden die ankommenden Elektronen dann verstärkt. Dies geschieht durch ein hohes elektrisches Feld, welches die Elektronen so stark beschleunigt, dass sie weitere Gasmoleküle ionisieren können. Die in diesem lawinenartigen Prozess erzeugte Ionenwolke influenziert eine Spiegelladung auf der Padebene (eine segmentierte Metallplatte als unterste Ebene der Kammer), die von der Ausleseelektronik registriert wird.
Das Signal ist proportional zur ursprünglichen Ionisation, d. h. zum Energieverlust des geladenen Teilchens. Dieser Energieverlust hängt über die Bethe-Bloch-Formel nur von der Teilchengeschwindigkeit ab. Zusammen mit der Impulsinformation aus der Spurkrümmung im Magnetfeld lässt sich somit die Masse bestimmen und das Teilchen identifizieren. Alternativ oder zusätzlich können weitere Detektoren zur Teilchenidentifikation eingesetzt werden.